# Радка Зрубакова
Радка Зрубакова (словен. Radomira (Radka) Zrubáková, нар. 26 грудня 1970) — колишня словацька тенісистка.
Здобула три одиночні та два парні титули туру WTA.
Найвищу одиночну позицію світового рейтингу — 22 місце досягнула 21 жовтня 1991, парну — 38 місце — 5 квітня 1993 року.
Завершила кар'єру в 199 році.

## Фінали туру WTA

### Одиночний розряд: 4 (3–1)
| Перемога - Легенда          |
| --------------------------- |
| Турніри Великого шолома (0) |
| WTA Championships (0)       |
| Tier I (0)                  |
| Tier II (0)                 |
| Tier III (0)                |
| Tier IV & V (0)             |

| Результат | Ранг | Дата           | Турнір                                | Покриття | Опонент           | Рахунок            |
| --------- | ---- | -------------- | ------------------------------------- | -------- | ----------------- | ------------------ |
| Перемога  | 1.   | 23 липня 1989  | Брюссель, Бельгія                     | Ґрунт    | Мерседес Пас      | 7–6(8–6), 6–4      |
| Перемога  | 2.   | 26 травня 1991 | Internationaux de Strasbourg, Франція | Ґрунт    | Рейчел Макквіллан | 7–6(7–3), 7–6(7–3) |
| Поразка   | 1.   | 24 травня 1992 | WTA Swiss Open, Швейцарія             | Ґрунт    | Емі Фрейзер       | 4–6, 6–4, 5–7      |
| Перемога  | 3.   | 26 липня 1992  | ECM Prague Open, Чехія                | Ґрунт    | Kateřina Šišková  | 6–3, 7–5           |

### Парний розряд: 6 (2–4)
| Результат | Ранг | Дата            | Турнір                 | Покриття  | Партнер           | Опоненти                               | Рахунок            |
| --------- | ---- | --------------- | ---------------------- | --------- | ----------------- | -------------------------------------- | ------------------ |
| Перемога  | 1.   | 15 вересня 1990 | Кіцбюель, Австрія      | Ґрунт     | Петра Лангрова    | Сандра Чеккіні Патрісія Тарабіні       | 6–0, 6–4           |
| Поразка   | 1.   | 16 лютого 1991  | Linz Open, Австрія     | Килим (i) | Петра Лангрова    | Мануела Малеєва Раффаелла Реджі        | 4–6, 6–1, 3–6      |
| Перемога  | 2.   | 21 вересня 1991 | Open GDF Suez, Франція | Ґрунт     | Петра Лангрова    | Алексія Дешом-Баллере Жулі Алар-Декюжі | 6–4, 6–4           |
| Поразка   | 2.   | 2 травня 1992   | Таранто, Італія        | Ґрунт     | Рейчел Макквіллан | Аманда Кетцер Інес Горрочатегі         | 6–4, 3–6, 6–7(0–7) |
| Поразка   | 3.   | 24 жовтня 1992  | Брайтон, Great Britain | Килим (i) | Кончіта Мартінес  | Лариса Савченко-Нейланд Яна Новотна    | 4–6, 1–6           |
| Поразка   | 4.   | 27 березня 1993 | Х'юстон, США           | Ґрунт     | Євгенія Манюкова  | Катріна Адамс Манон Боллеграф          | 3–6, 7–5, 6–7(7–9) |

## Фінали ITF
| Турніри $100,000 |
| Турніри $75,000  |
| Турніри $50,000  |
| Турніри $25,000  |
| Турніри $10,000  |

### Одиночний розряд (3–2)
| Результат | Ранг | Дата            | Турнір                         | Покриття | Опонент              | Рахунок       |
| --------- | ---- | --------------- | ------------------------------ | -------- | -------------------- | ------------- |
| Поразка   | 1.   | 29 вересня 1986 | Sibenik, Yugoslavia            | Ґрунт    | Барбара Романо       | 2–6, 2–6      |
| Перемога  | 1.   | 18 січня 1987   | Гельсінкі, Фінляндія           | Тверде   | Сесілія Дальман      | 6–2, 2–6, 6–0 |
| Перемога  | 2.   | 10 липня 1994   | Ерланген, Німеччина            | Ґрунт    | Федеріка Бонсіньйорі | 6–2, 6–1      |
| Перемога  | 3.   | 24 жовтня 1994  | Negril, Ямайка                 | Тверде   | Кім Грант            | 6–0, 6–2      |
| Поразка   | 2.   | 20 жовтня 1996  | Індіан-Веллс (Каліфорнія), США | Тверде   | Енні Міллер          | 3–6, 2–6      |

### Парний розряд (5–8)
| Результат | Ранг | Дата              | Турнір                          | Покриття   | Партнер             | Опоненти                              | Рахунок       |
| --------- | ---- | ----------------- | ------------------------------- | ---------- | ------------------- | ------------------------------------- | ------------- |
| Поразка   | 1.   | квітень 1986      | Шибеник (місто), Yugoslavia     | Ґрунт      | Дениса Крайчовичова | Петра Лангрова Яна Поспішилова        | 1–6, 2–6      |
| Поразка   | 2.   | вересень 1986     | Малий Лошинь, Yugoslavia        | Ґрунт      | Дениса Крайчовичова | Петра Лангрова Яна Поспішилова        | 3–6, 6–7      |
| Перемога  | 1.   | жовтень 1986      | Рабаць, Yugoslavia              | Ґрунт      | Дениса Крайчовичова | Петра Лангрова Яна Поспішилова        | 6–3, 6–2      |
| Поразка   | 3.   | 1 грудня 1986     | Будапешт, Угорщина              | Ґрунт      | Дениса Крайчовичова | Яна Новотна Регіна Райхртова          | 1–6, 7–6, 3–6 |
| Поразка   | 4.   | 12 січня 1987     | Гельсінкі, Фінляндія            | Килим      | Дениса Крайчовичова | Сесілія Дальман Laura Maennistoe      | 7–6, 6–7, 6–7 |
| Поразка   | 5.   | 26 січня 1987     | Ставангер, Норвегія             | Килим      | Дениса Крайчовичова | Катрін Єкселл Лена Сандін             | 6–3, 1–6, 1–6 |
| Перемога  | 2.   | 27 липня 1987     | Ноймюнстер, Західна Німеччина   | Ґрунт      | Дениса Крайчовичова | Nora Bajchiková Іва Бударжова         | 6–0, 6–2      |
| Перемога  | 3.   | червень 1994      | Сопот (Польща), Польща          | Ґрунт      | Жанетта Гусарова    | Patrícia Marková Катаріна Студенікова | 6–2, 7–5      |
| Перемога  | 4.   | липень 1995       | Файгінген-ан-дер-Енц, Німеччина | Ґрунт      | Генрієта Надьова    | Татьяна Єчменіца Олена Татаркова      | 6–3, 7–6      |
| Перемога  | 5.   | 25 вересня 1995   | Братислава, Словаччина          | Ґрунт      | Петра Лангрова      | Іветте Бастінг Магдалена Гжибовська   | 6–3, 6–1      |
| Поразка   | 6.   | 7 вересня 1996    | Братислава, Словаччина          | Ґрунт      | Петра Лангрова      | Дениса Крайчовичова Андреа Темешварі  | 6–0, 3–6, 3–6 |
| Поразка   | 7.   | 8 травня 1999     | Братислава, Словаччина          | Ґрунт      | Ленка Немечкова     | Тіна Кріжан Катарина Среботнік        | 1–6, 3–6      |
| Поразка   | 8.   | 13 листопада 1999 | Ступава, Словаччина             | Тверде (i) | Алена Пауленкова    | Габріела Хмелінова Гана Шромова       | 1–6, 0–6      |